# Cross Timber (Texas)
Cross Timber es un pueblo ubicado en el condado de Johnson en el estado estadounidense de Texas. En el Censo de 2010 tenía una población de 268 habitantes y una densidad poblacional de 73,39 personas por km².

## Geografía
Cross Timber se encuentra ubicado en las coordenadas 32°29′00″N 97°19′33″O / 32.48333, -97.32583. Según la Oficina del Censo de los Estados Unidos, Cross Timber tiene una superficie total de 3.65 km², de la cual 3.65 km² corresponden a tierra firme y (0%) 0 km² es agua.

## Demografía
Según el censo de 2010, había 268 personas residiendo en Cross Timber. La densidad de población era de 73,39 hab./km². De los 268 habitantes, Cross Timber estaba compuesto por el 95.15% blancos, el 0% eran afroamericanos, el 1.87% eran amerindios, el 0% eran asiáticos, el 0% eran isleños del Pacífico, el 1.49% eran de otras razas y el 1.49% pertenecían a dos o más razas. Del total de la población el 9.33% eran hispanos o latinos de cualquier raza.